# Об'явлення Пресвятої Богородиці у Фатімі

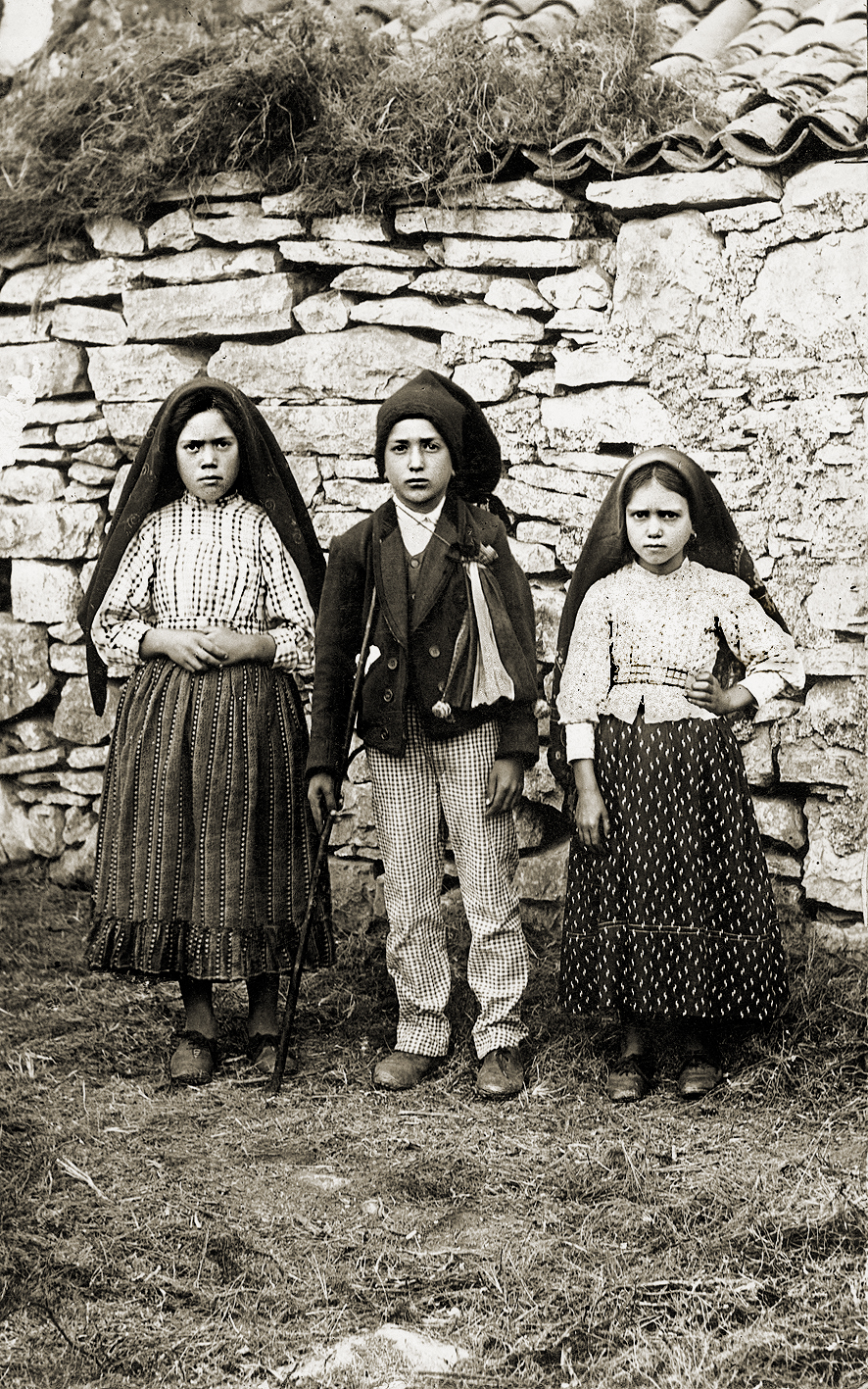
Лусія Сантос (ліворуч), Франциско Марто, Жасінта Марто (праворуч). 1917 рік

Об'явлення Пресвятої Богородиці у Фатімі — серія об'явлень, що відбувалися у Фатімі в 1915–1917 роках. Найвідомішими є об'явлення Діви Марії 1917 року. З 13 травня по 13 жовтня вона шість разів з'являлась трьом пастушкам: Лусії душ Сантуш, Жасінті Марту та Франсишку Марту. 1930 року католицька церква офіційно визнала ці події як диво й одкровення, яке не суперечить доктрині.

## «Маленькі пастушки»

### Франциско Марто
Франциско Марто народився в селі Алжуштрел (порт. Aljustrel) фрегезії Фатіма 11 червня 1908 року. Батько — Мануель-Педро Марто (Manuel Pedro Marto) (†3.02.1957). Мати — Олімпія де Ісус (порт. Olímpia de Jesus dos Santos) (†3.04.1956). Охрещений — 20 червня 1908 року. Він був одним із трьох свідків об'явлення Ангела Миру (1916 р.) та Діви Марії (1917 р.). У жовтні 1918 року Франциско захворів на «іспанку». У той час у родині Марто на грип захворіли всі, окрім батька. Франциско Марто помер вдома (у будинку батьків в Алджуштрелі) 4 квітня 1919 року.
У звіті, який священник парафії Фатіма написав для церковної влади, зазначено: «Франциско помер 4 квітня (п'ятниця) о 22 годині як жертва хвороби, що тривала п'ять місяців і була викликана, так званою, „іспанкою“; Святе Причастя він прийняв у великій чистоті душі та побожності. Твердив, що бачив Нашу Милу Діву Марію в Кова да Ірія та у Валінгосі. Священник Мануель М. Феррейра, 18 квітня 1919 року.» Франциско був похований на місцевому цвинтарі Фатіми. 1935 року поруч із ним були перепоховані останки його сестри Жасінти.
30 квітня 1951 року була проведена перша спроба перенести останки дітей до Базиліки Діви Марії Фатімської, однак ідентифікувати останки Франциска не вдалося. Складність полягала в тому, що, за звичаєм, зверху ховали інших померлих дітей. 17 лютого 1952 року була проведена друга спроба, в результаті якої вдалося ідентифікувати Франциско. Одним з доказів стала вервиця, що була обкручена навколо його руки. Цікавим є той факт, що вервиця залишилася абсолютно цілою. 13 березня 1952 року останки були перенесені до крипти Базиліки Діви Марії Вервиці Фатімської. Франциско Марто був беатифікований Папою Римським Іваном Павлом II 13 травня 2000 року.

### Жасінта Марто

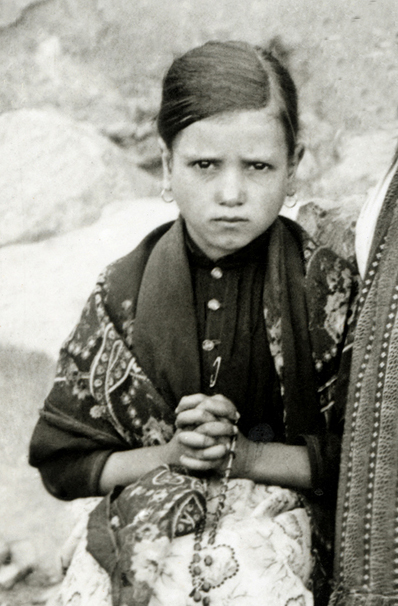
Жасінта Марто (1917 рік)

Жасінта Марто (Jacinta Marto) — молодша сестра Франциска Марто. Також відома як Гіацинта, Якинта. Вона народилася в селі Алжусшрел фрегезії Фатіма 11 березня 1910 року. Була охрещена 19 березня 1910 року. Жасінта Марто разом із своїм братом Франціско та кузеною Лусією Сантос була свідком об'явлень 1916–1917 років. Окрім цього, вона мала також індивідуальні видіння, що відбувалися впродовж 1917–1920 років. Захворіла на «іспанку» в жовтні 1918 року. 1 липня 1919 р. її поклали в лікарню св. Августина міста Віла-Нова-де-Оурен (порт. Vila Nova de Ourém — стара назва міста Оурен. Її стан лише погіршувався. Вона повернулася додому 31 серпня 1919 року вже з відкритою раною в області грудної клітки. В середині січня 1920 року до Фатіми прибув відомий у той час лікар, професор Енріко Лісбоа. Скориставшись можливістю, він познайомився з Лусією та Жасінтою. Побачивши, що остання перебуває у важкому стані, він переконав батьків Жасінти перевезти її до Лісабона, де вона може бути прооперована.
21 січня 1920 року Жасінта в супроводі матері приїхала до Лісабона. Батьки сподівалися, що їх дочка житиме в будинку заможних людей. Але її ніхто не прийняв, бо вона мала дуже хворобливий вигляд. Жасінта була змушена жити в сиротинці Діви Марії Чудес (Orphanage of Our Lady of Miracles) на вулиці Естрела, 17 (Rua da Estrela). Ця установа була заснована Марією Годжіньо (Maria da Purificação Godinho), яка також була й настоятелькою. Жасінта часто називала її своєю «хрещеною». 2 лютого 1920 року Жасінту превели до лікарні Дона Естефанія (Hospital Dona Estefânia) міста Лісабон, де 10 лютого 1920 року її прооперували. Окрім іншого, їй також видалили два ребра з лівого боку. Зважаючи на дуже ослаблений організм, Жасінті зробили лише місцевий наркоз, тому дитина весь час була при свідомості. Лише коли її одягнули після операції, вона тихо заплакала. Хірургічне втручання не принесло бажаного результату. Жасінта Марто померла в лікарні Дона Естефанія в п'ятницю 20 лютого 1920 року (час смерті — 22 години 30 хвилин). Поруч з нею була лише санітарка нічної служби.
Тіло Жасінти одягнули в білу сукню Першого Святого Причастя з блакитною стрічкою та помістили у відкритій труні в храмі Діви Марії Ангелів (Church of Our Lady of the Angels) міста Лісабон. За переказами, впродовж трьох днів її обличчя залишалося свіжим та рожевим, неначе живої людини, а навколо тіла зберігався приємний запах квітів. 24 лютого 1920 року її тіло перевезли до Оурена, де було поховано в родинному склепі баронів Alvaiázere. 12 вересня 1935 року останки було перенесено до Фатіми і поховано поруч із братом Франциско. Під час перепоховання було встановлено, що обличчя Жасінти залишилося нетлінним. 30 квітня 1951 року після ексгумації останків їх було визнано такими, що належать Жасінті та наступного дня, 1 травня, перенесено до крипти Базиліки Діви Марії Вервиці Фатімської. Жасінта Марто була беатифікована Папою Римським Іваном Павлом II 13 травня 2000 року.

### Лусія Сантос
- Біографія.

Лусія Сантос (Lúcia Santos) народилася в Алжуштрелі (Фатіма) 22 березня 1907 року о 19 годині (так записано в книзі хрещень, хоча вона вказувала дату 28 березня). Охрещена — 30 березня 1907 року. Батько Антоніо Сантос (Antonio Santos, †31 липня 1919). Мати Марія-Роза Сантос (Maria Rosa Santos, 1869–1942). У сім'ї було шестеро дітей (п'ять дівчаток та один хлопчик). Лусія була наймолодша. Решту дітей звали: Марія дос Анжос (найстарша, †1986), Тереза, Мануель, Глорія та Кароліна (†1994). Дядько Лусії (брат її батька), Мануель Педро Марто, був батьком Жасінти та Франциска.
З семи років Лусія почала пасти овець. У 1915 році її супутниками були п'ятеро дітей з алжуштрельських околиць, а з 1917 року лише її кузени, Жасінта та Франциск Марто. Лусія була свідком обявлень 1915–1917 рр. Також вона мала й інші (особисті) видіння впродовж життя. Після об'явлень 1917 року Лусія пішла до школи, де опанувала читання та письмо.
До її особи була прикута велика увага, особливо після того, як вона залишилася єдиним свідком усіх подій. Повну опіку над нею взяв єпископ єпархії Лейрії. Лусія перебувала в Лісабоні з 7 липня по 6 серпня 1920 року. Після цього вона поїхала до Сантарема, а звідти 12 серпня повернулася в Алжустрел. 17 червня 1921 року Лусія стала ученицею школи сестер св. Доротеї у Віларі (Vilar), передмісті Порту. Там вона здобула початкову освіту. 24 жовтня 1925 року Лусія вступила до монастиря сестер св. Доротеї у місті Туй, (Іспанія). Через два дні вона переїхала до понтеведрського монастиря (Понтеведра, Іспанія) де пробула до 20 липня 1926 року. Після цього повернулася в Туй, де 2 жовтня 1926 року її прийняли до новіціяту. 3 жовтня 1928 року вона склала свої перші обіти, а 3 жовтня 1934 року — довічні (її чернече ім'я — сестра Марія від Страждань).
Під час громадянської війни в Іспанії Лусію відкликали до Португалії (це було зроблено для її безпеки). Вона оселилася у Віла-нова-ді-Гая неподалік Порту. Перебування на батьківщині дозволило їй відвідати місця об'явлень.
Згодом вона вирішує перейти до ордена кармеліток. 25 лютого 1948 року Папа Пій XII дозволив їй вступити до кармелітського монастиря св. Терези в Коїмбрі. 31 травня 1949 року вона склала вічні обіти та була прийнята до релігійної конгрегації босих Кармеліток (її нове чернече ім'я — сестра Марія Лусія від Ісуса та Непорочного Серця (Maria Lúcia de Jesus e do Coração Imaculado)).
На прохання Папи Павла VI сестра Лусія була присутня у Фатіми 13 травня 1967 року на святкуванні 50 річниці об'явлення. Вона там також перебувала під час паломництва Івана Павла II до Фатіми 1982, 1991 та 2000 років.
Сестра Лусія померла 13 лютого 2005 року в монастирі св. Терези (Коїмбра, Португалія), де була й похована (час смерті — 17 годин 25 хвилин). 19 лютого 2006 року її останки були перенесені до крипти Базиліки Діви Марії Вервиці Фатімської.
Варто відзначити, що серед католиків-традиціоналістів є поширеною думка про існування двох сестер Лусій. Вважається, що незадовго до 1960 року влада Ватикану підмінила сестру Лусію на іншу монахиню, яку видавали впродовж останніх 45 років за «справжню» Лусію. Однією з причин виникнення сумнівів стала порівняльна характеристика її фотографій від об'явлення до смерті. Ймовірні мотиви: усунути головного та єдиного свідка подій; не допустити розголошення третьої частини фатімської таємниці після 1960 року; негативна реакція сестри Лусії на зміни в римо-католицькій церкві тощо. Офіційний Ватикан відкидає всі звинувачення.
- Особисті видіння.

Найважливішими об'явленнями були: 26 серпня 1923 року, Вілар (Португалія); 10 грудня 1925 року, Понтеверда (Іспанія) — про Перші П'ять Субот; 13 червня 1929 року, Туй (Іспанія) — видіння Пресвятої Трійці та прохання про присвячення Росії Непорочному Серцю Марії.
- Спогади.

На прохання єпископа єпархії Лейрії Жозе Альвеса Корейра да Сільва (José Alves Correia da Silva) сестра Лусія написала: I Спогад (грудень 1935 р.) — про Жасінту, II Спогад (листопад 1937 р.) — про об'явлення Ангела Миру та Діви Марії, III Спогад (серпень 1941 р.) — про першу й другу частину фатімської таємниці, IV Спогад (грудень 1941 р.) — про Франциска та додатково про об'явлення.
На прохання ректора Санктуарія сестра Лусія написала: V Спогад (лютий 1989 р.) — про свою матір, VI Спогад (березень 1993 р.) — про свого батька.
Також у грудні 2000 року сестра Лусія видала книгу «Calls of the Message of Fatima», яка адресована паломникам.

## Об'явлення 1915 року
Перші об'явлення у Фатімі відбулися у квітні-жовтні 1915 року. Навесні 1915 року восьмирічна Лусія Сантос пасла невелику отару біля вітряного млина на пагорбі Кабесо (недалеко від Алжуштрела). Разом із нею були Марія-Роза Матіяс (Maria Rosa Matias), Тереза Матіяс (Teresa Matias) і Марія Жустіно (Maria Justino). Після обіду діти почали молитися на вервиці. У цей час вони побачили, як над деревами в долині пропливала «немов хмара, біліша від снігу майже прозора, з обрисами людини. Це була фігура, що нагадувала статую зі снігу, яка крізь проміння сонця ставала майже прозорою». Коли діти завершили молитися, постать щезла. Схоже з'явлення відбулося ще двічі. Лусія про це нікому не говорила, але інші дівчата не мовчали. Селом почали ходити чутки про те, що сталося, але ніхто не сприймав їх серйозно.

## Об'явлення 1916 року (Ангел Миру)

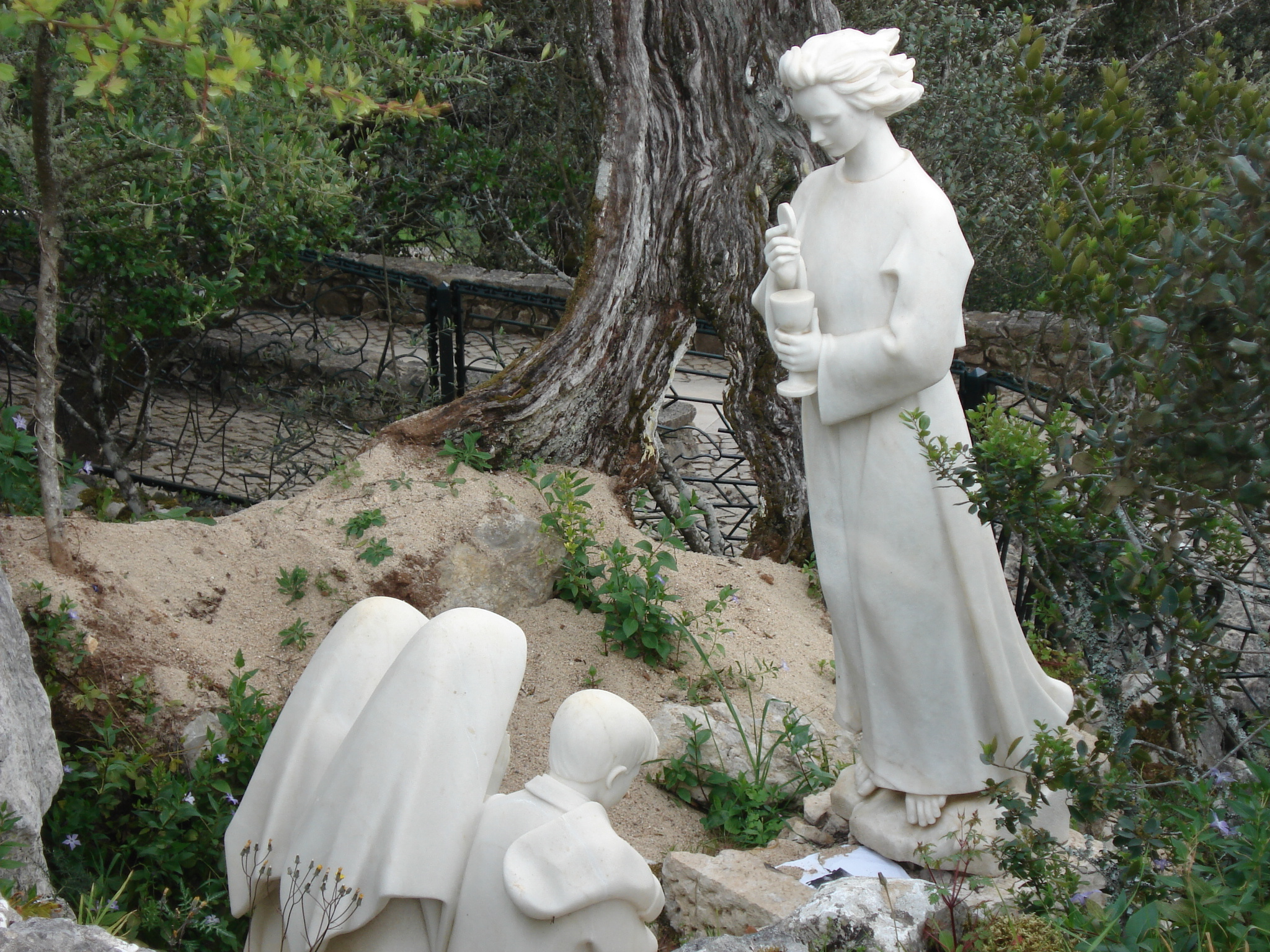
Монумент «Об'явлення Ангела Миру». Фатіма, пагорб Кабесо.

1916 року в Фатімі відбулося три появи Ангела. Свідками подій були Лусія Сантос та її кузени Франциско Марто й Жасінта Марто.

### Перше з'явлення
Перша поява Ангела відбулася наприкінці весни або на початку літа 1916 року в печері (Лока-до-Кабесо) пагорба Кабесо. Діти цілий день пасли овець. Коли пішов дощ, вони сховалися в невеличкій печері між деревами. Вихід із печери спрямований на схід. Після звичного обіду та молитви на вервиці діти продовжили бавитися. Раптовий сильний вітер перервав гру, а над деревами знову з'явилася біла постать. За словами Лусії, сталося це так:
|  | Протягом якогось часу ми бавилися та раптом налетів сильний вітер, загойдав віттям дерев і змусив нас піднести очі, щоб побачити, що діялося, бо день був спокійний. Тоді ми побачили над деревами, в напрямі до сходу, світло, біліше від снігу. Це була постать юнака, прозора, від якої випромінювалось сяйво, ясніше від кристала, що виграє на сонці. Коли він наближався, ми почали розрізняти риси обличчя: юнак 14–15 років, надзвичайної краси. Ми були здивовані й наче зачаровані. Не промовили ані слова. Підійшовши до нас, він сказав: — Не бійтеся! Я — Ангел Миру. Моліться зі мною! Ставши на коліна, він схилив голову. Ми його наслідували й повторювали слова, які він промовляв: — Боже мій! Я вірю, поклоняюся, надіюся та люблю Тебе. Перепрошую за тих, які не вірять, не поклоняються, не надіються та не люблять Тебе. Повторивши це тричі, він піднявся та сказав: — Моліться так. Серця Ісуса й Марії почують голос ваших благань. Ангел зник. |

Після об'явлення діти ще довго стояли навколішки та промовляли молитву. Поява Ангела настільки зворушила дітей, що розповідати про це вдома ніхто не наважився.

### Друге з'явлення
Друга поява відбулася у липні або серпні 1916 року. Троє дітей гралися біля криниці (Арнейро) в саду батьків Лусії. Раптом над криницею з'явився той самий Ангел і сказав:
|  | — Що ви робите? Моліться багато! Найсвятіші Серця Ісуса та Марії мають намір виявити через вас своє милосердя. Приносіть Всевишньому молитви та жертви. — Як ми повинні жертвувати собою? (прим. запитала Лусія) — Все, що можете, приносіть Господеві як жертву, за відшкодування гріхів, якими Він є зневажений, благаючи про навернення грішників. Добувайте таким способом мир для вашої батьківщини. Я — Ангел-хоронитель, Ангел Португалії. Самовіддано та з покорою приймайте усі страждання, які Бог посилатиме вам. Ангел зник. |

### Третє з'явлення
Третя й остання поява Ангела Миру відбулася наприкінці літа або на початку осені 1916 року в печері Лока-до-Кабесо (на місці першого об'явлення). Діти, як звичайно, пасли овець. Після полудня вони зайшли до печери, щоб промовити молитву Ангела та помолитися на вервиці. Під час молитви дітям утретє з'явився Ангел Португалії. Зі слів Лусії, це відбулося наступним чином:
|  | Ми почали молитися, як раптом побачили світло. Перед нами був Ангел. Він тримав у лівій руці чашу, над якою зависла Гостія. З неї в чашу спадали краплі крові. Залишивши чашу й Гостію немовби завислими в повітрі, Ангел розпростерся на землі і повторив тричі молитву: — Пресвята Трійця, Бог Отець, Божий Син, Бог Дух Святий, глибоко Вам вклоняюся й жертвую Тіло, Кров, Душу й Божественність Ісуса Христа, присутнього в усіх кивотах на землі, в надолуженні образ, святотатств і байдужості, якими Він є зневажений. І ради безконечних заслуг Його Найсвятішого Серця й Пречистого Серця Марії прошу навернення бідних грішників. Потім, піднявшись, знову взяв у руку чашу. Гостію дав мені, а те, що було в чаші, дав пити Франциску та Жасінті, промовляючи: — Прийміть і пийте Тіло й Кров Ісуса Христа, зраненого та зневаженого людською невдячністю. Надолужуйте їхні злочини й утішайте Бога. Після цього, Ангел знову розпростерся на землі та разом з нами тричі промовив молитву: — Пресвята Трійця, Бог Отець, Божий Син, Бог Дух Святий … . І потім зник. |

## Об'явлення 1917 року (Діва Марія)
1917 року Пресвята Богородиця шість разів з'являлася у Фатімі (п'ять разів у Кова да Ірія та один раз у Валінгосі). Свідками подій були Лусія Сантос (10 років), Франциско Марто (9 років) та Жасінта Марто (7 років). Діти ще не вміли ні читати, ні писати; але часто молилися на вервиці. Лусія була єдиною серед них, хто вже сповідався та причащався. Появи відбувалися близько полудня над невеликим дубом. Франциск бачив, але не чув Богородицю (хоча слова Лусії він чув, але не чув, що відповідала чи говорила Пресвята Діва; він лише бачив, як вона рухала вустами). Жасінта бачила й чула. Лусія бачила, чула й розмовляла з Дівою Марією.
Згодом, працюючи над своєю книгою, Вільям Волш (William Walsh) запитав сестру Лусію, чи передавала вона слова точно, чи лише в загальному значенні. Сестра Лусія відповіла: «Слова Ангела мали непереборну переконливість, надприродну дійсність, їх неможливо було забути. Вони точно й незгладимо збереглися в моїй пам'яті. Зі словами Пресвятої Богородиці все було інакше. Я не могла бути певною, що кожне слово було точним. Я радше зберегла значення й передала в словах те, що зрозуміла. Нелегко пояснити це.» Схоже запитання також поставив їй о. Йонґен. Сестра Лусія відповіла, що, розповідаючи про появи, вона обмежувалася лише осмисленням слів; коли ж писала про появи, то намагалася бути точною, цитуючи кожне слово. Так само й про Таємницю — вона намагалася передати кожне слово, кожну деталь і саме в тому порядку, в якому все відбулося.

### Перша поява (13 травня)
13 травня 1917 року (неділя перед святом Успіння Пресвятої Богородиці) діти, як завжди, пасли овець у Кова да Ірія. День був сонячний, небо — безхмарне. Близько опівдня вони побачили раптовий спалах світла, схожий на блискавку. Невдовзі відбувся другий спалах. Налякані пастушки поспішили додому, але зупинилися від здивування. Перед ними над невеличким дубом з'явилася жінка, зодягнена в білу одежу (детальний опис Діви Марії див. Мати Божа Фатімська). Спогади Лусії:
|  | — Не бійтеся, я вас не скривджу. — Звідки є Ваша Милість? (прим. запитала Лусія) — Я є з Неба. (прим. і Богородиця вказала рукою на небо) — Що Ваша Милість бажає від мене? — Я хочу, щоб ви приходили сюди протягом шести місяців, 13-го числа, в цій самій годині. Пізніше скажу, хто Я та що Я бажаю. Згодом повернуся сюди ще один раз, сьомий. […] — Чи хочете жертвувати себе Богу? Чи бажаєте зносити всі терпіння, які Він зішле вам, як надолуження за гріхи інших, якими Він є ображений? Чи хочете страждати за навернення грішників? — Так, ми хочемо. — Будете мати багато терпінь, але ласка Божа буде вашою підтримкою. Вимовляючи ті слова, Богородиця розкрила долоні звідки на нас вилилося світло, що проникало в середину. Ми відчули себе немов зануреними в Бога. Якийсь внутрішній поштовх змусив нас впасти на коліна та молитися Пресвятій Трійці та Святій Євхаристії. Через кілька хвилин Діва Марія додала: — Моліться на вервиці щодня, щоб досягти миру та кінця війни. Вона почала спокійно підніматися в напрямку на схід, поки не зникла в безмежності неба. Світло, що оточувало її, немов прокладало їй шлях попереду. |

Об'явлення тривало близько 10 хвилин. Розмовляючи між собою, діти зрозуміли, що мали різне сприйняття об'явлення. Навколо нічого не змінилося. Єдине, що їх стривожило, це вівці. Вони перейшли на сусіднє поле, де ріс горох. Але, на загальний подив, вони не зробили жодної шкоди. Повертаючись додому, пастушки домовилися тримати все в таємниці. Першою не витримала Жасінта й все розповіла матері. Франциску довелося підтвердити все, що розповіла сестра. Чутки про об'явлення швидко поширилися селом. Оскільки Лусія була найстаршою, її звинуватили брехні та в тому, що виставила своїх рідних на посміховисько перед всім селом.

### Друга поява (13 червня)
Друга поява відбулася в середу 13 червня 1917 року в тій самій годині й на тому самому місці. Тривалість — близько 10 хвилин. Разом з Лусією, Жасінтою та Франциском прийшло ще близько 50 осіб. Діти встали на коліна перед дубом та відмовили вервицю (Радісні Таємниці). Після молитви вони побачили світло, що прийшло зі сходу. Незабаром з'явилася Богородиця. Деякі спостерігачі розповідали, що бачили затемнення сонячного світла протягом кількох хвилин після початку об'явлення. Інші були свідками того, як верхівка дуба нахилилася, немов під вагою. Хтось чув надзвичайно люб'язний голос, але слів не розуміли. Ще інші під час розмови Лусії чули шелестіння, що нагадувало гудіння бджіл.
|  | — Що Ваша Милість бажає від мене? — Хочу, щоб ви прийшли сюди 13-го числа наступного місяця, щоб ви продовжували щодня відмовляли вервицю та щоб навчилися читати (прим. ходити в школу). Тоді Я скажу вам, що Я хочу. […] — Я хотіла б Вас просити, щоб Ви забрали нас до Неба. — Так, Жасінту й Франциска Я приведу туди дуже скоро. Але ти залишися тут ще деякий час. Ісус хоче через твоє посередництво допомогти людям пізнати Мене й любити Мене. Він хоче поширити у світі почитання Мого Непорочного Серця. Тим, які будуть його шанувати, Я обіцяю спасіння. Ці душі будуть возлюблені Богом. Вони будуть як квіти, Мною доглянуті, прикрашати Його престол. — Я лишуся тут сама? — Ні, доню. Ти багато страждаєш? Не втрачай мужності. Я ніколи тебе не покину. Моє Серце буде твоїм пристанищем, воно поведе тебе до Неба. Промовивши ці слова, Вона знову розкрила долоні й передала нам відблиск безмежного світла. Жасінта й Франциск, здавалося, були в тій частині світла, що підносилася до неба, я ж перебувала в тій частині світла, що розсіювалася по землі. Перед долонею правої руки Пресвятої Богородиці було Серце, оточене колючим терням, яке проколювало його з усіх сторін. Ми зрозуміли, що це було Непорочне Серце Марії, зневажене гріхами людей, яке бажало миру та спокути. |

Коли видіння Непорочного Серця Марії зникло, Богородиця піднялася над деревом і віддалилася на схід. У цей час багато з присутніх побачили хмаринку, що злітала в небо на схід та чули звук, неначе грім. Після об'явлення всі люди повернулися додому. У Фатімі саме в цей час закінчувалася Служба Божа.

### Третя поява (13 липня) та Фатімська таємниця
Третя поява відбулася в п'ятницю 13 липня 1917 року в тій самій годині й на тому самому місці. Незадовго до цього в Фатімі відбулося храмове свято св. Антонія, покровителя Фатіми. Завдяки цьому чутки про об'явлення швидко поширилися навколишніми селами. Більшість людей ставилися до них скептично. Серед них була мати Лусії й фатімський священик Емануель Марквес Феррейра. Від сильного психологічного тиску (недовіра близьких, постійні розпитування, насмішки, погрози покарати чи побити тощо) Лусію охопив загальний страх. Вона стала сумніватися, що бачила Діву Марію. Думала, що стала жертвою диявола чи шарлатанів. Напередодні третього об'явлення Лусія вирішила більше не йти в Кова да Ірія, але змінила своє рішення за кілька годин до опівдня 13 липня.
Незважаючи на загальний скептицизм, до місця об'явлення прийшло більше 2000 людей. Дехто займав місце ще звечора 12 липня. Як і раніше, деякі побачили світло-сіру хмаринку чи почули шелест (серед них також був батько Жасінти й Франциско). Сонячне світло послабшало, температура повітря відчутно знизилася й почав дути свіжий вітерець. Лише «маленькі очевидці» після звичного відблиску світла побачили Діву Марію.
|  | — Що Ваша Милість бажає від мене? — Хочу, щоб ви прийшли сюди 13-го числа наступного місяця. Також хочу, щоб ви далі продовжували щодня відмовляли вервицю на честь Пресвятої Богородиці Вервиці, щоб досягнути миру для світу та кінця війни. — Я хотіла би Вас запитати, хто Ви є, і сотворіть чудо, щоб всі повірили, що Ваша Милість нам являється. — Приходіть сюди щомісяця. У жовтні Я скажу, хто Я, чого бажаю й сотворю чудо, щоб усі побачили й повірили. […] Жертвуйте собою за грішників і завжди, коли приносите будь-яку жертву, промовляйте: «О Ісусе, це чиню з любові до Тебе, за навернення грішників і як надолуження за зневаги Непорочного Серця Марії.» Сказавши ці слова, Богородиця відкрила долоні, і з них вийшло яскраве світло. Здавалось, проміння проникає глибоко в землю, ми побачили океан вогню … (див. Фатімська таємниця, розділ Перша таємниця (Видіння пекла)). — Ви бачили пекло, куди йдуть душі бідних грішників. Щоб їх спасти, Бог хоче встановити у світі почитання Мого Непорочного Серця. Якщо зроблять те, що Я вам скажу, спасеться багато душ і настане мир. Війна закінчиться, але … (див. Фатімська таємниця, розділ Друга таємниця (Посвячення Росії Непорочному Серцю Марії)). — …, наприкінці Моє Непорочне Серце восторжествує. Святіший Отець посвятить Мені Росію, що навернеться, й на деякий час світові буде подарований мир. У Португалії завжди зберігатиметься Догма Віри etc. (див. Фатімська таємниця, розділ Третя таємниця (Офіційна версія — про переслідування християн в XX столітті та замах на Іоанна Павла II 13 травня 1981 року; Найпоширеніша неофіційна версія - оригінальний текст третьої частини Фатімської таємниці є інакшим, ніж офіційний, і говорить про духовну кризу в Католицькій церкві, що призведе до церковного розколу)). Не говоріть нікому цього. Можете сказати лише Францискові. — Коли молитеся на вервиці, промовляйте після кожного таїнства: ”О мій Ісусе, прости нам наші гріхи, збережи нас від пекельного вогню, візьми всі душі до Неба та поспіши з допомогою до тих, що найбільше потребують”. — Чи Ваша Милість бажає від мене ще щось? — Ні, сьогодні не бажаю більше нічого від тебе. |

Об'явлення завершилося як і попередні. Богородиця повільно піднімалася на схід. Люди почули звук, неначе грім, що й раніше відбувався наприкінці появи.

### Арешт дітей та Четверта поява (19 серпня, Валіньос)

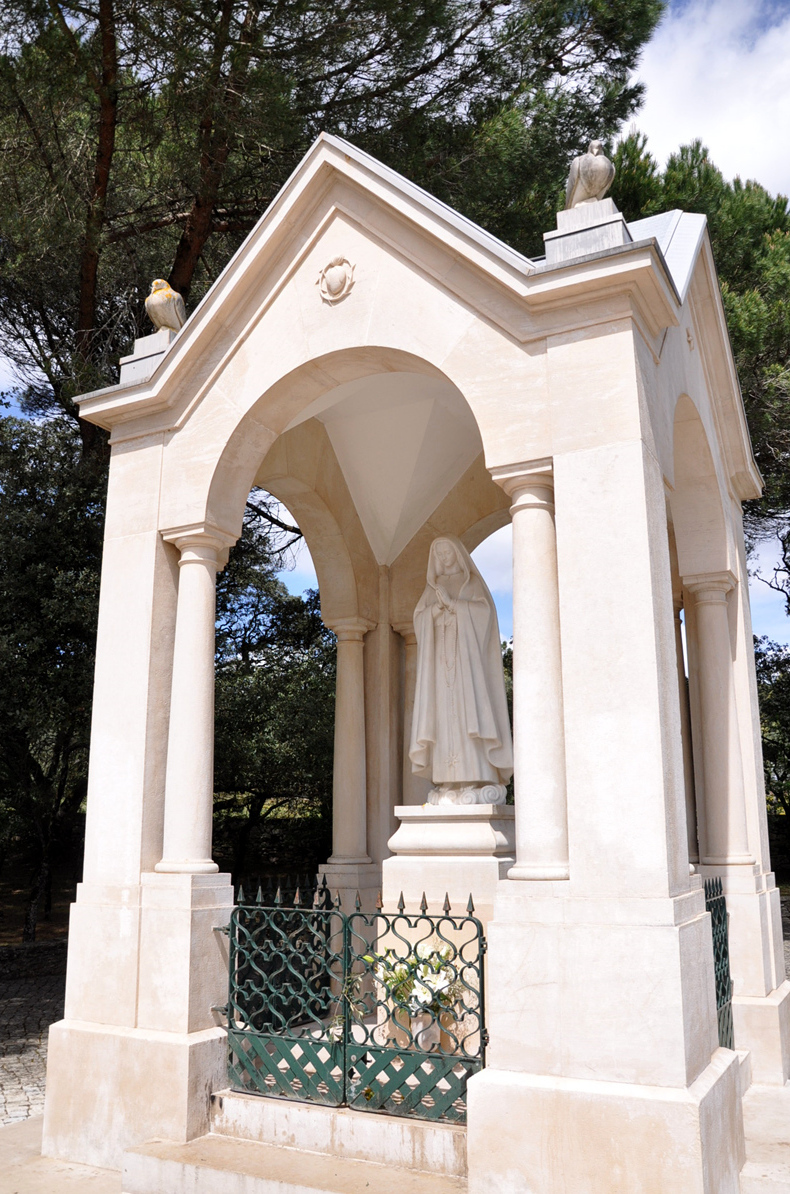
Монумент «Об'явлення Фатімської Богородиці». Фатіма, височина Валіньос.

З кожним новим об'явленням новини все більше ширилися Португалією. Офіційна позиція Церкви залишалася вичікувальною. Католицька преса також була обережною й попереджала свої читачів, щоб вони не стали жертвами можливого обману в Фатімі.
Інакше себе поводила світська преса, особливо та, що була налаштована проти Церкви. Писали про епілептичні припадки дітей, про спробу церковного кліру підбурити людей проти республіканського ладу, про те, що в передгір'ях Серра де Айре (Serra de Aire) знайдено джерело мінеральної води, й власник вигадав цю історію, щоб дорожче продавати свою воду. Газета «O Século» від 23 червня 1917 року звинуватив католицьку церкву в маніпуляціях, метою яких є створення у Фатімі «фабрики чуда» на зразок Люрду та отримання з цього зиску.
Розголос в пресі сприяв зростанню кількості паломників. 13 серпня 1917 року в Кова да Ірія прибуло 15000–20000 людей. Один із присутніх згодом писав у листі: «Із усіх сторін їхали люди у Фатіму. Віз за возом, автомобілі всіх марок і якості. Йшли люди пішки, верхи на конях, на велосипедах. Було справді цікаво бачити нескінченну лінію автомобілів, возів, коней і велосипедів».
У той час окружним адміністратором Віла Нова де Оурен був Артур д'Олівера Сантос (Artur de Oliveira Santos) — масон й відкритий противник Церкви. Його дратувало все, що відбувалося у Фатімі. Ще в суботу 11 серпня він наказав привести до нього трьох дітей та їх батьків. Лусія прийшла зі своїм батьком та дядьком (Мануель Педро Марто). Жасінта та Лусія лишилися вдома. Лусію допитали та ввечері вони повернулися додому. Будь-які намагання випитати Таємницю та заборонити приходити в Кова да Ірію не принесли жодного результату. Вранці 13 серпня чиновник сам приїхав до Алжустрела та забрав дітей до Оурена на допити.
Близько опівдня 13 серпня стало відомо, що діти не прийдуть у Кова да Ірія, бо їх заарештував Артур д'Олівера Сантос. Серед невдоволених людей піднявся галас, який невдовзі перетворився у загальний подив. На місці об'явлень присутні побачили блискавку та почули звук, схожий на вибух чи грім. Світло-сіра хмаринка з'явилася над дубом. Хмари на небі перетворилися на різнобарвну веселку. Своїми кольорами вона осяяла дерева та людей. Від цього обличчя та одежа постійно змінювали колір, а листки дерев виглядали як квіти. Через 10 хвилин усе скінчилося. Було зрозуміло, що Богородиця з'явилася, але діти так і не прийшли.
В Оурені дітей допитували два дні. Спершу їх закрили в маленькій кімнаті, потім повели до окружного уряду, згодом посадили до місцевої в'язниці, після чого відвели до канцелярії. Зранку 15 числа їх знову допитували в окружному уряді. Головне питання — Фатімська Таємниця. Дітям пропонували золоті прикраси, годинники, гроші, їх лякали, обіцяли зварити живцем в олії (для більшого ефекту навіть принесли великий казан) тощо. Лише ввечері 15 серпня, не отримавши бажаного, їх повернули додому.
В неділю 19 серпня Лусія, Франциск та його старший брат Хоа (João) пасли вівці на височині Валінгос. Ввечері (близько 17 годин 30 хвилин) Лусія побачила спалах світла, схожий на блискавку. Температура почала знижуватися, сонце стало бліде. Вона зрозуміла, що скоро буде об'явлення Богородиці й попросила старшого брата Франциска покликати Жасінту. Коли Жасінта прийшла, вже відбувся другий спалах і, незабаром, з'явилася Діва Марія. Цього разу вона також стояла над дубом, але іншим, оскільки об'явлення відбувалося у Валінгосі. Крім Жасінти, Франциска й Лусії, також був присутній Хоа, але він нічого не бачив.
|  | — Що Ваша Милість бажає від мене? — Хочу, щоб ви й далі приходили в Кова да Ірія 13 числа, щоб продовжували молитися вервицю щодня. Останнього місяця Я сотворю чудо, щоб усі повірили. — Як Ваша Милість бажає розпорядитися грішми, які люди залишають в Кова да Ірія? — Зробіть дві таці; одну понесеш ти з Жасінтою й двома іншими дівчатами, одягненими в біле; другу нехай несе Франциск і ще три хлопці. Ці гроші зібрані для свята Діви Марії Вервиці, залишок – для каплиці, що буде побудована. […] — Моліться, моліться багато й робіть жертви за грішників, бо багато душ піде до пекла, тому що немає нікого, хто б пожертвував себе за них і просив за них. |

Об'явлення закінчилося як і минулі. Богородиця повільно піднімалася на схід. Коли люди дізналися про появу у Валінгосі, вони знайшли дерево на місці появи та зрізали з нього гілки. Вдома гілля видавало приємний, незвичний для цього дерева аромат.

### П'ята поява (13 вересня)
Об'явлення відбулося опівдні в четвер 13 вересня 1917 року на звичному місці в Кова да Ірія. Як і минулого разу, кількість паломників сягала 15–20 тисяч. Вже стали звичними раптове охолодження повітря, хмаринка над деревом, згасання сонця до такої міри, що можна було бачити зорі тощо. Особливістю цього разу став дощ із райдужних пелюсток. Вони падали з неба та зникали, перш ніж впасти на землю. Також люди бачили світлу кулю, що повільно пересувалася по небу від сходу до заходу та в протилежному напрямі під кінець з'явлення. «Маленькі очевидці» після звичних спалахів світла побачили Діву Марію.
|  | — Моліться й далі на вервиці, щоб завершилася війна. У жовтні ви також побачите Святого Йосифа з Дитятком Ісусом, який поблагословить світ, Страждальну Діву Марію з Ісусом Христом та Діву Марію з гори Кармель. Бог задоволений вашими жертвами. […] — Від імені хворих прошу Вас оздоровити деяких хворих і одного глухонімого. — Так, деякі одужають, інші – ні. В жовтні сотворю чудо, щоб всі повірили. І, піднімаючись, Богородиця щезла, як звичайно. |

### Шоста поява (13 жовтня) та «Чудо сонця»
Перед останнім з'явленням напруження зростало не лише в парафії, але й усій Португалії. Люди знали, що це останнє об'явлення, крім того, всі чекали на обіцяне чудо. Незважаючи на сиру та холодну погоду, місця почали займати ще зранку 12 жовтня. Люди прибували з усієї країни. Після обіду всі дороги, що вели в Кова да Ірія вже були заповнені пішими, автомобілями, різноманітними возами. Серед паломників почали ширитись чутки про вибухівку, яку нібито підірвуть на місці з'явлення 13 числа. Також чинився тиск на родини дітей-очевидців. Пані Марії-Розі (матері Лусії) радили відвести доньку з села в невідоме місце, бо, якщо нічого не відбудеться, то їх повбивають.
13 жовтня погода була холодною, небо було затягнуте хмарами, весь час дощило. Кова да Ірія нагадувала велику калюжу. Близько опівдня там зібралося від 50 до 70 тисяч людей. Найпопулярніші журнали та газети країни направили своїх дописувачів та редакторів. Лусія, Франциск і Жасінта насилу пробилися до місця об'явлень. Від тисняви Жасінта розплакалася. Як звичайно, діти встали на коліна біля дерева та почали молотися на вервиці. Від самого дуба лишився лише голий стовбур, паломники здерли все до останнього листочка. Під час молитви відбулися спалахи світла, після чого з'явилася Богородиця. Присутні бачили світло-сіру хмаринку над деревом, яка потім піднялася на висоту 5–6 метрів.
|  | — Чого Ваша Милість бажає від мене? — Я хочу сказати тобі, нехай на цьому місці побудують каплицю на Мою честь, бо Я – Пані Вервиці (Мати Вервиці). Також хочу, щоб ви й далі щодня молилися на вервиці. Війна закінчиться й військові скоро повернуться до своїх домівок. — Я маю до Вас прохання від багатьох: оздоровити деяких хворих, навернути грішників … . — Одних – так, других – ні. Треба, щоб вони поправилися, щоб просили прощення за свої гріхи. (І з сумом додала) Не ображайте більше Господа Бога, бо Він і так вже є зневажений. Розкривши руки, Пречиста Діва піднесла їх до сонця. Увесь час, доки Вона піднімалася, її світло відображалося на сонці. |

Після того, як Богородиця щезла в безмежності неба, Лусія крикнула: «Дивіться на сонце!» Біля сонця постали три сцени, що символізували три типи Таїнств вервиці (Радісні (від зачаття Ісуса Христа до його віднайдення в Єрусалимській Святині), Страсні (від молитви на Оливній горі до Розп'яття), Славні (від Воскресіння до Коронування Діви Марії на Царицю Неба і Землі)). Жасінта та Франциск бачили лише першу сцену. Лусія бачила всі три.

"O Século" вперше надрукувала фото Лусії, Франциска та Жасінти (15.10.1917).

Треба зазначити, що в той час, як діти споглядали сцени таїнств вервиці, всі присутні люди бачили «чудо сонця» або «танець сонця».
Перша сцена. Біля сонця з'явилися Святий Йосиф з Дитятком Ісусом та Пресвята Богородиця Вервиці. Це була Пресвята Родина. Діва Марія була одягнена в білу туніку та блакитну мантію. Св. Йосиф також мав білий одяг, а Дитятко Ісус (вік близько двох років) — яскраво-червоний. Йосиф поблагословив людей тричі, зробивши знак хреста, маленький Ісус зробив теж саме.
Друга сцена. Після цього настало видіння Страждальної Божої Матері та Ісуса Христа на шляху до Голгофи. Спаситель один раз благословив людей знаком хреста. Лусія бачила лише верхню частину тіла Ісуса Христа. Меча в грудях Богородиці не було.
Третя сцена. Потім з'явилася Мати Божа з гори Кармель, увінчана на Царицю Неба і Землі, з Дитятком Ісусом на колінах.
«Чудо сонця». Після того як Лусія крикнула, дощ перестав, а хмари почали розходитися, відкриваючи сонце у вигляді величезного диску срібного кольору, схожого на великий місяць. Сонце виблискувало, але не осліплювало. Це тривало близько однієї хвилини. Потім воно почало «танцювати». Сонце оберталося з великою швидкістю навколо себе, наче колесо. При цьому вогняна куля видавала жовті, сині, зелені та фіолетові жмути променів. Усе було різнобарвним: скелі, дерева, хмари на небі, земля, обличчя та одежа людей. Лише на мить розпечена куля зупинилася, потім все почалося з ще більшою швидкістю та різнобарв'ям. Згодом сонце ще раз зупинилося, але через мить вже втретє з ще більшою швидкістю та насиченими кольорами почало «танцювати». В кінці сонце почало швидко зближатися з землею, немов падаючи. З переляку люди почали кричати. За мить все скінчилося. Сонце відновило свій повсякденний колір і повернулося на своє звичне місце.
«Танець сонця» тривав близько 10 хвилин. Після цього присутні зауважили, що у багатьох одежа висохла, хоча до цього вони були промоклими до нитки. Свідками явища стали люди, що перебували в радіусі 10 км.
У середовищах ворожих до Католицької Церкви є негативне ставлення до фатімських подій і бажання тлумачити їх як дію невідомих сил природи, або вплив злого духа.

## Цікаві факти
- Діва Марія з'являлася 13 числа протягом шести місяців (окрім Валіньоса). Це число в християнстві має свою історію. Протягом століть в Португалії відзначали свято Успіння Богородиці 13 серпня. За переказами, францисканці привезли цю дату до Португалії зі Святої землі. Вважається, що Діва Марія була взята до Неба в п'ятницю 13 серпня близько третьої години дня (це також година смерті розп'ятого Ісуса Христа). Цікаво, що перше об'явлення у Фатімі відбулося 13 травня 1917 року — це була неділя перед святом Успіння Діви Марії (офіційним святом церковного календаря).[27]

- 13 травня 1917 року Богородиця сказала: «Потім повернуся сюди ще один раз, сьомий». Вважається, що цикл появ завершився саме 13 жовтня, а сьома поява є окремою. Доказом цього є слова Діви Марії від 13 серпня: «Останнього місяця Я сотворю чудо, щоб усі повірили». Однією з версій того, коли відбулась сьома поява, є 16 червня 1921 року, напередодні від'їзду Лусії у Вілар.[28]

- День тижня та година смерті Франциска й Жасінти збігаються — п'ятниця, близько 22 години; час смерті Лусії збігається з початком четвертого об'явлення — о пів на шосту вечора. Також збігається число місяця, коли померли батьки Франциска та Жасінти — 3 число.

- У 20-ту річницю об'явлень єпископ Лейрії розпорядився створити «Золоту книгу». Ця книга містить прізвища та підписи тих людей, що пообіцяли Діві Марії Фатімській щоденно молитися на вервиці. Перший том було покладено до стіп Богородиці 13 травня 1938 року. Він нараховував 23 000 підписів. 30 травня 1943 року вже було 30 томів.[29]

- 13 травня 1942 року (25-та річниця об'явлень) до Фатіми прибуло 300 тисяч паломників, серед яких було 9 000 студентів та учнів.[30]

- 13 травня 2010 року Фатіму відвідав Папа Римський Бенедикт XVI. На ранковій месі були присутніми близько 500 тисяч паломників.[31]

### Українською мовою
- Бореллі, А. Антоніо. Фатімське послання — Трагедія чи Надія? — Львів: СТРІМ, 1995.
- Гонзага да Фонеска. Марія говорить до людей світу. — Львів: Видавництво оо. Василіян, 1993.
- Спогади сестри Люсії з Фатіми. — Portugal: Secretariado dos Pastorinhos Fatima, 2006.
- Штавдінґер, О. Об'явлення Серця Марії у Фатімі. — Торонто: Видавництво оо. Василіян, 1960.

### Російською мовою
- Сантос, Лючия. Матушка Лючия рассказывает о Фатиме. — Фатима, Португалия, 1991.
- Стахович, М. А. Фатимские явления Божией Матери — утешение России. — 1992.

### Португальською мовою
- Ayres da Fonseca, S.J., P.Luiz Gonzaga. Nossa Senhora de Fátima. — 5erne edition, Petropolis, Brasil: Editora Vozes, 1954.
- De Marchi, I.M.C., P.Jean. 1) Era uma Senhora mais brilhante do que o sol … 3erne edition, Cova da Iria, Portugal: Seminário das Missões de Nossa Senhora de Fátima; 2) Traduction en anglais sous le titre de «The Crusade of Fatima — The Lady more brilliant than the Sun». — 3rd printing, New York: P.J. Kenedy & Sons, 1948.
- Fazenda, S.J., P. António de Almeida. Meditações dos primeiros Sábados. — 2ª edição, Braga, Portugal: Mensageiro do Coração de Jesus, 1953.
- Galamba de Oliveira, Chanóine José. História das Aparições. Dans Fatima, Altar do Mundo, vol. II, pp. 21-160. — Porto, Portugal: Ocidental Editora, 1954.
- Mariz, S.J., P.Luiz Gonzaga. Fátima, onde o céu tocou a terra. — 2ª edição, Salvador, Brasil: Editora Mensageiro da Fé, 1954.
- Memórias e cartas da Irmã Lúcia. Introdução e notas pelo Padre Dr. António Maria Martins, S.J., Porto, Portugal: Composição e impressão de Simão Guimarães, Filhos, 1973.
- Neves, P.Moreira das. As grandes jornadas de Fátima. Dans Fátima, altar do Mundo, vol. II, pp. 205–303. — Porto, Portugal: Ocidental Editora, 1954.
- Reis, P.Sebastião Martins dos. A vidente de Fátima dialoga e responde pelas Aparições. — Braga, Portugal: Tipografia Editorial Franciscana, 1970.
- Reis, P.Sebastião Martins dos. Síntese crítica de Fátima: Incidências e repercussões. — Évora, Portugal: Edição do Autor, 1967.
- Rendeiro, O.P., Frere Francisco. A consagração pela Igreja do culto de Nossa Senhora de Fátima. Dans Fátima, altar do Mundo, vol. II, pp. 163–198. — Porto, Portugal: Ocidental Editora, 1954,
- Walsh, William Thomas. Nossa Senhora de Fátima. — 2ª edição, São Paulo: Edições Melhoramentos, 1949.

### Англійською мовою
- Alonso, Joaquin Maria; Kondor, Luis. Fátima in Lucia's own words: sister Lucia's memoirs. — Secretariado dos Pastorinhos, 1998. ISBN 978-972-8524-00-5
- Cuneo, Michael. The Vengeful Virgin: Studies in Contemporary Catholic Apocalypticism (in Robbins, Thomas; Palmer, Susan J. . Millennium, messiahs, and mayhem: contemporary apocalyptic movements). — New York: Psychology Press, 1997. ISBN 978-0-415-91649-3
- De Marchi, John. Fatima: The Full Story. — AMI Press, June 1986. ISBN 091198870X, ISBN 978-0911988703
- De Marchi, John. The Immaculate Heart. — New York: Farrar, Straus and Young, 1952.
- De Marchi, John. The True Story of Fatima. — St. Paul, Minnesota: Catechetical Guild Entertainment Society, 1952.
- Ferrara, Christopher. The Secret Still Hidden. — Good Counsel Publications Inc., 2008. ISBN 978-0-9815357-0-8
- Frère François de Marie des Anges. Fatima: Tragedy and Triumph. — New York, 1994.
- Frere Michel de la Sainte Trinite. The Whole Truth About Fatima. — Volume III, New York, 1990.
- Kramer, Father Paul. The Devil's Final Battle. — Good Counsel Publications Inc., 2002. ISBN 978-0-9663046-5-7
- O'Carroll, Michael; Tindal-Robertson, Timothy. Fatima, Russia & Pope John Paul II. — Still River, MA: Ravengate Press, June 1986. ISBN 0911218246, ISBN 9780911218244
- Nickell, Joe. Looking for a Miracle: Weeping Icons, Relics, Stigmata, Visions & Healing Cures. — Prometheus Books, 1998. ISBN 1-57392-680-9
- Nick Perry and Loreto Echevarria. Under the Heel of Mary. — New York: Routledge, 1988. ISBN 0-415-01296-1
- Sandra Zimdars-Swartz. Encountering Mary. — Princeton: Princeton University Press, 1991. ISBN 0-691-07371-6
- Tindal-Robertson, Timothy. Fatima, Russia & Pope John Paul II. — Still River, MA: Ravengate Press, 1998. ISBN 0911218270
- Walsh, William Thomas. Our Lady of Fatima. — New York: An Image Book Doubleday, May 1990. ISBN 0385028695

### Французькою мовою
- Bernard Lecomte. Les Secrets du Vatican. — chapitre 16: «Le troisième secret de Fátima», p. 325–349. — Paris: Perrin[fr], 2009.
- Chanoine C. Barthas. Il était trois petits enfants. — Montsûrs (Mayenne): Résiac, 1990.
- Emilie Bonvin, Le 3e Secret de Fatima. — Prières et Révélations, Exclusif, 2011. ISBN 9782848910864
- Gérard de Sède. Fátima, enquête sur une imposture. — Paris: Alain Moreau, 1977.
- Gilles Pinon. Le «Miracle» de Fátima. — Interkeltia, 2010. ISBN 9782357780262
- Frère Michel de la Sainte Trinité. Toute la vérité sur Fatima. — Éditions de la Renaissance catholique, 1986.
- Pierre Jovanovic. Notre-Dame de l'Apocalypse ou le troisième secret de Fátima. — Le Jardin des Livres, 2008.
- Sœur Lucie. Mémoires de sœur Lucie. — Fátima: Secrétariat des Pastoureaux (Secretariado dos Pastorinhos), 2005. ISBN 9728524250

### Італійською мовою
- Antonio Socci. Il quarto segreto di Fatima. — Rizzoli, 2006.
- Catechismo della Chiesa Cattolica (CCC). — Ed. Libreria Editrice Vaticana, 1999. ISBN 8820926385
- Congregazione per la Dottrina della Fede. Il Messaggio di Fatima, presentazione del cardinale Tarcisio Bertone e commento teologico dell'allora cardinale Joseph Ratzinger. — Città del Vaticano: Libreria Editrice Vaticana, 2000.
- Francesco D'Alpa. Fatima critica. — Laiko, 2007.
- Francesco D'Alpa. Fatima senza segreti. — Roma: Avverbi, 2003.
- Le apparizioni di Fatima. — Ancona: ed. Shalom. ISBN 9788886616880
- Lucia Dos Santos. Lucia racconta Fatima. Memorie, lettere e documenti di Suor Lucia. — Brescia: Queriniana, 1999.
- Lucia Dos Santos. Gli appelli del messaggio di Fatima. —Città del Vaticano: Libreria editrice Vaticana, 2001.
- Luigi Bianchi. Da Fatima alla Russia. — ed. Marelli, 1992.
- Luigi Bianchi. Fatima: Il Vangelo secondo Maria. — ed. Marelli, 1992.
- Luigi Gonzaga da Fonseca. Le meraviglie di Fatima. Apparizioni, culto, miracoli. — San Paolo Edizioni, 2001.
- Maurizio Magnani. Spiegare i miracoli. Interpretazione critica di prodigi e guarigioni miracolose. — Dedalo, 2005.
- Pietro Cantoni. Lo «status» teologico del messaggio di Fatima // Cristianità. — n.313, 2002.
- Tarcisio Bertone (con Giuseppe De Carli). L'ultimo segreto di Fatima. — Rizzoli, 2010.
- Teresio Bosco. Tre ragazzi a Fatima. — Torino: ed. Elledici, 2005. ISBN 88-01-03357-5
- Umberto Eco. Terzo segreto di Fatima: ogni veggente vede quello che sa // Scienza e Paranormale. — 2000.